# Félix Álvarez-Arenas Pacheco
Félix Álvarez-Sables y Pacheco (Ceuta, 5 octobre 1913 - Madrid, 3 octobre 1992) est un militaire espagnol, sous le grade de lieutenant général. Il fut le dernier ministre de l'Armée avant la fusion des ministères de l'Air, de l'Armée et de la Marine au sein du ministère de la Défense.

## Biographie
En 1929 il a l'Académie Générale Militaire, d'où il sort avec le grade de lieutenant, pour s'incorporer au Groupe de Forces Régulières Indigènes n.º 3 de Ceuta. Pendant la Guerre Civile Espagnole il rejoint les nationalistes, en participant à divers combat jusqu'à qu'il fut blessé lors de la  bataille du Jarama. En obtient le grade de Capitaine. Diplômé des trois armes, il devient Commandant en 1944, Colonel en 1962 et Général de Brigade en 1967. Professeur de l'École de l'Armée, il est nommé Capitaine général pendant le franquisme de la première, deuxième et huitième Région Militaire. En 1975 il devient ministre de l'Armée dans Premier gouvernement pré-constitutionnel Il occupe cette charge jusqu'aux premières élections libres de la transition. En 1977 il est nommé directeur de l'École Supérieure de l'Armée.

## Famille
Issue d'une famille de tradition militaire, il a une fille, María del Carmen Álvarez-Sables Cisneros, députée du Parti Populaire (PP).